# Conceição do Lago-Açu
Conceição do Lago-Açu là một đô thị thuộc bang Maranhão, Brasil. Đô thị này có diện tích 827,426 km², dân số năm 2007 là 14139 người, mật độ 17,09 người/km².